# Jean-Michel Helvig
 (janvier 2024).
Si vous disposez d'ouvrages ou d'articles de référence ou si vous connaissez des sites web de qualité traitant du thème abordé ici, merci de compléter l'article en donnant les références utiles à sa vérifiabilité et en les liant à la section « Notes et références ».
Jean-Michel Helvig, né le 1er juin 1947 à Paris 16e, est un journaliste et écrivain français, ancien directeur-adjoint de la rédaction et éditorialiste du quotidien Libération.

## Biographie
Diplômé du Centre de formation des journalistes (promotion 1972), il a notamment travaillé à Combat puis à l’Agence centrale de presse (1974-1980) avant de participer à la fondation de Radio K, une station d'information FM basée en Italie qui émettait sur le sud-est de la France.
Il entre à Libération en janvier 1982 où il occupe successivement les fonctions de rédacteur-reporter, chef du service politique puis rédacteur en chef, éditorialiste et directeur-adjoint de la rédaction.
Il quitte Libération en 2006 et poursuit une carrière de journaliste indépendant.

## Collaborations
- Éditorialiste et commentateur à La République des Pyrénées et au Républicain lorrain.
- Chroniqueur pour le site Ventscontraires.net

## Ouvrages
- L’homme qui voulait être président (biographie de Laurent Fabius), 2006, Robert Laffont.
- Le bêtisier raisonné de la campagne 2007 (illustré par Jul), 2007, Robert Laffont.
- La Chômarde et le Haut-Commissaire (avec Martin Hirsch et Gwenn Rosière), Oh ! éditions, 2008.
- Citoyen sans frontières (Conversations avec Stéphane Hessel), Fayard, 2008. Prix Jean Zay, 2008.
- Demain comme hier (Conversations avec Jack Lang), Fayard, 2009.
- Edmond Maire, Le Seuil, 2013.